# Harry Arnold Baylis
Harry Arnold Baylis (geb. 25. Mai 1889 in Manchester; gest. 13. Juli 1972) war ein britischer Helminthologe. Von ihm stammen einige Erstbeschreibungen von Fadenwürmern. Die Spulwurmgattung Baylisascaris ist nach ihm benannt.

## Leben
Baylis studierte 1908 bis 1912 am Jesus College (Oxford) und erwarb 1912 den Bachelor of Arts in Naturwissenschaften (Zoologie). 1918 erwarb er den Master, 1921 den Doktortitel. 1912 war er als Assistant Keeper in der Zoologischen Abteilung des Natural History Museum, von 1936 bis zu seinem Ruhestand 1949 war er als Deputy Keeper der Einrichtung tätig.

## Werke
- Nemertinea (1915)
- A Manual of Helminthology, Medical and Veterinary (1929)
- Fauna of British India, Nematoda, Band 1 (1936), Band 2 (1939)
- Invertebrate animals other than insects (1941)
- mit Robert Daubney: A Synopsis of the Families and Genera of Nematoda (1926)